# Скорняжный переулок
Скорня́жный переу́лок — улица в центре Москвы в Красносельском районе от Большой Спасской улицы и параллельно Докучаеву переулку.

## Происхождение названия
Первоначально упоминается в переписи 1737—1745 гг. как 1-й Панкратьевский переулок, название дано по Панкратьевской, ныне Большой Спасской, улице, и Панкратьевской слободе, которая, в свою очередь, названа так по церкви святого Панкратия. С середины XVIII века называется Скорняшным, Скорняковым, Скорняковским по проживавшим здесь ремесленникам — скорнякам (мастерам выделки шкур на мех и шитья меховых изделий). Также есть версия о связи с фамилией домовладельца первой половины XVIII века Филиппа Семёновича Скорнякова.

## Описание
Скорняжный переулок начинается справа от Большой Спасской улицы, проходит на юго-восток параллельно Докучаеву переулку, но в отличие от последнего на улицу Маши Порываевой не выходит, а заканчивается тупиком в городской застройке.

## Примечательные здания и сооружения
По нечётной стороне:
- № 3 — школа № 282

По чётной стороне:
- № 4 — Училищное здание (1902, архитектор М. К. Геппенер), сейчас — Социально-реабилитационный центр для несовершеннолетних (Красносельский Центрального административного округа г. Москвы).